# فرودگاه پاردوبیتسه
فرودگاه پاردوبیتسه (به انگلیسی: Pardubice Airport) (به زبان بومی: Letiště Pardubice) یک فرودگاه همگانی مسافربری با کد یاتا PED است که یک باند فرود بتن دارد و طول باند آن ۲۵۰۰ متر است. این فرودگاه در شهر پاردوبیتسه کشور جمهوری چک قرار دارد و در ارتفاع ۲۲۶ متری از سطح دریا واقع شده‌است.

## شرکت‌های هواپیمایی و مقصدهای پروازی
The following airlines operate regular scheduled and charter flights to and from Pardubice:
| شرکت‌های هواپیمایی    | مقصدهای پروازی                           |
| -------------------- | ---------------------------------------- |
| بلغاریا ایر          | چارتر فصلی: بورگاس                       |
| روسیه ایرلاینز       | چارتر فصلی: پالکوو                       |
| رایان‌ایر             | استانستد لندن (آغاز از ۵ سپتامبر ۲۰۱۷)   |
| تراول سرویس ایرلاینز | فصلی: بورگاس، رود چارتر فصلی: پودگوریتسا |